# 黃猷吉
黃猷吉（1538年—1602年），字仕禎，山東東昌府臨清州民籍浙江紹興府山陰縣人，明朝政治人物。

## 生平
隆慶元年（1567年）丁卯科山東鄉試第四十二名舉人，二年（1568年）中式戊辰科會試第一百十三名，三甲第二百六十六名進士。授工部營繕司主事，萬曆四年（1576年）二月升河南僉事，管淮揚水利，駐淮安府治水。五年（1577年）六月以病乞休。于绍兴城内卧龙山下筑百尺楼，以赡养老母。家居颇好道术，缁流羽客，无不接引。曾重建绍兴柯山寺，更名普照寺，其寺名即为黄猷吉所书。万历三十年（1602年）卒。
著有《两高山人藏稿》，现藏日本内阁文库。

## 家族
曾祖黃琳；祖父黃舜儀；父黃純，母陳氏。慈侍下。兄黃一清（鴻臚寺署丞）。